# Bolostromus fauna
Bolostromus fauna is een spinnensoort uit de familie Cyrtaucheniidae. De soort komt voor in Venezuela.